# ISO 639-2
ISO 639-2:1998 是國際標準化組織 ISO 639 語言編碼標準的第二部分，為各語言和語系所訂定的 3 字母語言代碼。 ISO 639-2 的註冊機構是美國國會圖書館。
有 22 種語言同時在 ISO 639-2 中有兩個 3 字母語言代碼：
- ISO 639-2/B ，書籍目錄使用 (bibliographic use)
- ISO 639-2/T ，技術專門使用 (terminological use)

這 22 種語言本身都已有 ISO 639-1 編碼。
ISO 639-2/B 是原本供書籍使用的代碼，採用英語的語言名稱排列，而並非使用該語言的語言名稱排列。例如德語的 ISO 639-2/B 碼是 ger ， ISO 639-2/T 碼是 deu ；中文（漢語）的 ISO 639-2/B 碼是 chi ， ISO 639-2/T 碼是 zho 。除英語圖書館編排外，應使用 ISO 639-2/T 碼。
塞爾維亞語曾用 ISO 639-2/B 碼 scc、克羅地亞語曾用 ISO 639-2/B 碼 scr，但在2008年6月28日的改動中，已被停止使用，改為統一使用 ISO 639-2/T 碼 srp 和 hrv。

## 代表單一語言的代碼
参看ISO 639-2代码表。這些代碼（除 ISO 639-2/B 外）亦被收錄在ISO 639-3 標準內。

## 代表多種語言的代碼
以下的代碼代表多於一種語言，它們亦被收錄在 ISO 639-5（3字母語系和語群代碼）標準內。

### 諸語言類別
- alg 阿尔冈昆诸语言
- apa 阿帕切诸语言
- ath 阿萨帕斯坎诸语言
- aus 澳大利亚诸语言
- bai 巴米累克诸语言
- car 加勒比诸语言
- cmc 占婆诸语言
- iro 易洛魁诸语言
- mno 马诺博诸语言
- mun 蒙达诸语言
- myn 玛雅诸语言
- nub 努比亚诸语言
- oto 奥托米诸语言
- pra 普拉克里特诸语言
- sal 萨利什诸语言
- sgn 手语
- sio 苏语诸语言
- tup 图皮诸语言
- wak 瓦卡什诸语言
- wen 索布诸语言
- ypk 尤皮克诸语言

### 「其他」類別
- afa 閃含（其他）
- art 人工語言（其他）
- bat 波羅的（其他）
- ber 柏柏爾（其他）
- bnt 班圖（其他）
- cai 中美洲印第安語（其他）
- cau 高加索（其他）
- cel 凯尔特（其他）
- cpe 基於英語的克里奧爾語和皮欽語（其他）
- cpf 基於法語的克里奧爾語和皮欽語（其他）
- cpp 基於葡萄牙語的克里奧爾語和皮欽語（其他）
- crp 克里奧爾語和皮欽語（其他）
- cus 庫希特（其他）
- dra 達羅毗荼（其他）
- fiu 芬蘭-烏戈爾（其他）
- gem 日耳曼（其他）
- inc 印度-雅利安（其他）
- ine 印歐（其他）
- ira 伊朗（其他）
- khi 科依桑（其他）
- map 南島（其他）
- mkh 孟-高棉语（其他）
- nai 北美洲印第安語（其他）
- nic 尼日爾-科爾多凡（其他）
- paa 巴布亞（其他）
- phi 菲律賓語（其他）
- roa 羅曼（其他）
- sai 南美洲印第安語（其他）
- sem 閃米特（其他）
- sit 漢藏（其他）
- sla 斯拉夫（其他）
- smi 薩米（其他）
- ssa 尼羅-撒哈拉（其他）
- tai 傣語（其他）
- tut 阿爾泰（其他）

## 用來代表集合語言的代碼
SIL國際在檢視過七千多種語言之後，發現以下 11 種被列在 ISO 639-2 的語言，它們之下所包含的語言，並非屬於同一語種，故在 ISO 639-3 代碼中被刪除，亦不包括在ISO 639-5內。
- bad 班达语
- bih 比哈尔语（有一個 ISO 639-1 代碼 bh）
- btk 巴塔克语
- day 达雅克语
- him 喜马偕尔语
- ijo 伊乔语
- kar 克伦语
- kro 克鲁语
- nah 纳瓦特尔语
- son 桑海语
- znd 赞德语

註：比哈爾語之下有10多種語言之多，故理論上不應獲發一個 ISO 639-1 代碼 bh。